# Dadi Carvalho
Eduardo Magalhães de Carvalho (Rio de Janeiro, 16 de agosto de 1952), mais conhecido como Dadi ou Dadi Carvalho, é um músico brasileiro, famoso por ter sido baixista das bandas Novos Baianos, A Cor do Som e Barão Vermelho, e por ter acompanhado diversos artistas como Tribalistas, Marisa Monte, Rita Lee, Caetano Veloso, Jorge Ben Jor, Moraes Moreira, entre outros.
Requisitado músico de estúdio, chegou a gravar com Mick Jagger, juntamente com outros músicos brasileiros.
Caetano Veloso gravou, em 1977, a música O Leãozinho em homenagem a Carvalho, para o álbum Bicho.

## Biografia
Dadi foi criado em Ipanema e cresceu escutando bandas como Rolling Stones, Beatles, The Kinks, The Who, Jimi Hendrix e Cream. Aos 13 começou a tocar guitarra e baixo e formou uma banda com seus amigos de escola chamada The Goofies.
Aos 18 anos, uma amiga lhe apresentou a Baby Consuelo, que procurava um baixista para um grupo novo que montava com amigos, os Novos Baianos. Aos 20, já gravava com eles o mítico “Acabou Chorare”. Morou na comunidade com os Novos Baianos, primeiro em Botafogo e, depois, em Vargem Grande. Tocou na banda no período de 1970 a 1975. Neste ano realizou a gravação da música "Scarlet" com Mick Jagger, juntamente com outros músicos brasileiros no estúdio da Polygram, no Rio de Janeiro.
Dadi também integrou as bandas de Jorge Ben Jor "Banda do Zé Pretinho" e "Admiral Jorge V", participando de turnês nacionais e internacionais e gravando discos no período de 1975 a 1979.
Em 1977, formou juntamente com os músicos Armandinho, Gustavo Schroeter e seu irmão Mu Carvalho a banda A Cor do Som, da qual participou de todas as formações.
No início da década de 90, Dadi substitui o baixista Dé na banda Barão Vermelho, numa rápida passagem, da qual gravou apenas o disco "Na Calada da Noite".
Se dedicou durante os anos seguintes a acompanhar diversos artistas como Caetano Veloso, Marisa Monte e Rita Lee. Participou também de diversas reuniões dos grupos A Cor do Som e Novos Baianos. Teve importante participação no projeto Tribalistas, de Marisa Monte, Arnaldo Antunes e Carlinhos Brown tocando guitarra, baixo, bandolim, piano e violão, cavaquinho e acordeão.
Em 2007, lançou seu primeiro álbum solo intitulado "Dadi" sendo lançado primeiramente no Japão e no ano seguinte no Brasil.
Em 2008, lançou os discos "Ao vivo no Japão" no Brasil e o disco "Bem Aqui" no Japão, que permanece sem data de lançamento no Brasil.
Em 2014, lançou sua autobiografia "Meu Caminho é Chão e Céu", em que relembra as experiências lisérgicas do sítio da Zona Oeste do Rio onde viveu com os Baianos, fala da sua carreira, das suas criações, da amizade com Caetano Veloso, da fundação do grupo A Cor do Som e das participações em trabalhos de Jorge Ben Jor, Mick Jagger, Erasmo Carlos, Rita Lee, Tribalistas.

## Discografia

### Solo
- 2005: Dadi
- 2008: Ao Vivo no Japão
- 2008: Bem Aqui

### Como Integrante da banda Novos Baianos
- 1972: Acabou Chorare
- 1973: Novos Baianos F.C.
- 1974: Novos Baianos
- 1974: Vamos pro Mundo
- 1997: Infinito Circular

### Como integrante da banda A Cor Do Som
- 1977: A Cor do Som
- 1978: A Cor do Som ao vivo no Montreux International Jazz Festival
- 1979: Frutificar
- 1980: Transe total
- 1981: Mudança de estação
- 1982: Magia tropical
- 1983: As quatro fases do amor
- 1984: Intuição
- 1985: O som da Cor
- 1986: Gosto do Prazer
- 1996: A Cor do Som ao vivo no Circo
- 2005: A Cor do Som Acústico

### Como integrante da banda Barão Vermelho
- 1990: Na Calada da Noite - Barão Vermelho

### Participações em outros discos
- 1975: Moraes Moreira - Moraes Moreira
- 1975: Ao vivo no Olympia – Jorge Ben
- 1975: Solta o pavão - Jorge Ben
- 1976: África Brasil - Jorge Ben
- 1977: Tropical - Jorge Ben
- 1978: A Banda do Zé Pretinho - Jorge Ben
- 1978: Respire Fundo - Walter Franco
- 1980: Outras Palavras - Caetano Veloso
- 1984: Ben Jorge Sonsual - Jorge Ben
- 1985: Novo País - Bebeto Alves
- 1988: Quem não vive tem medo da morte - Ney Matogrosso
- 1989: Melodias Estampadas - Lucas Silveira
- 1990: Leite Materno - Lucas Silveira
- 1991: Psico Trópico - Paulo Ricardo
- 1991: Canções - Péricles Cavalcanti
- 1992: Circuladô ao vivo – Caetano Veloso
- 1995: 12 de Janeiro - Nando Reis
- 1995: Todo Amor - Leo Jaime
- 1996: Barulhinho Bom - Marisa Monte
- 1996: Rock Popular Brasileiro - Paulo Ricardo
- 1996: Brasileirô - Armandinho Macedo
- 1997: 50 Carnavais - Moraes Moreira
- 1998: Omelete Man - Carlinhos Brown
- 1997: Livro - Caetano Veloso
- 2000: Memórias, Crônicas e Declarações de Amor - Marisa Monte
- 2001: A voz do Bandolim - Armandinho Macedo
- 2002: Acústico Jorge Benjor - Jorge Benjor
- 2002: Tribalistas – Marisa Monte, Arnaldo Antunes e Carlinhos Brown
- 2003: Sem Gravidade - Otto
- 2003: Balacobaco - Rita Lee
- 2004: Mtv Ao Vivo - Rita Lee
- 2004: Saiba - Arnaldo Antunes
- 2005: Casa de Praia - Pierre Aderne
- 2006: Universo ao Meu Redor - Marisa Monte
- 2006: Qualquer - Arnaldo Antunes
- 2006: Infinito Particular - Marisa Monte
- 2007: A Gente Ainda Não Sonhou - Carlinhos Brown
- 2009: Maria Gadú - Maria Gadú
- 2012: O Pensamento é um Ímã - Vivendo do Ócio (Toca baixo na música "O Mais Clichê")
- 2012: 50 Anos de Estrada - Erasmo Carlos
- 2012: Volta - Ana Cañas
- 2013: Sobre Amor e o Tempo - Luiza Possi
- 2017: Vem - Mallu Magalhães